# The Bar
The Bar è stato un tag team di wrestling attivo in WWE tra il 2016 e il 2019, composto da Cesaro e Sheamus.
I due hanno detenuto quattro volte il Raw Tag Team Championship e una volta lo SmackDown Tag Team Championship.

## Storia

### Formazione (2016–2017)
Nella puntata di Raw del 1º agosto Sheamus è stato sconfitto da Cesaro e nella successiva puntata di Raw dell'8 agosto Sheamus è stato nuovamente sconfitto dallo svizzero; Sheamus, però, costa a Cesaro il match contro Rusev per lo United States Championship quella stessa sera, intervenendo a sfavore dello svizzero. Sheamus ha in seguito iniziato una faida proprio con Cesaro: i due, il 21 agosto a SummerSlam, si sono affrontati nel primo match del Best of Seven Series e ad aggiudicarsi la vittoria di questo loro primo incontro è stato Sheamus. Il 29 agosto, a Raw, Sheamus si è aggiudicato il secondo incontro del Best of Seven Series contro Cesaro grazie alla Croverleaf. Il 5 settembre, a Raw, Sheamus si è portato sul 3-0 sconfiggendo in poco tempo Cesaro. Tuttavia, in un Live Event svoltosi il 7 settembre a Londra, Cesaro ha sconfitto Sheamus portandosi sul 3-1. Nella puntata di Raw del 12 settembre Cesaro si è portato sul 3-2 sconfiggendo Sheamus in maniera scorretta, tenendo un piede su una corda durante lo schienamento vincente. Nella puntata di Raw del 19 settembre Sheamus è stato sconfitto da Cesaro, il quale si è portato sul 3-3. Il 25 settembre a Clash of Champions, però, il match tra Sheamus e Cesaro è terminato in un no-contest. La sera dopo, a Raw, il General Manager Mick Foley ha annunciato la fine del Best of Seven Series con un pareggio ma sia Cesaro che Sheamus, furibondi per questa situazione, hanno preteso entrambi maggior considerazione chiedendo un match titolato e Foley, per accontentarli, ha deciso di unirli in un tag team e mandarli a competere per il WWE Raw Tag Team Championship (con grande disappunto dei due). Quella stessa sera, infatti, Cesaro e Sheamus hanno sconfitto facilmente due jobber locali, Nick Cutler e Willis Williams.
Nella puntata di Raw del 3 ottobre Cesaro e Sheamus hanno sconfitto facilmente altri due jobber, Raul White e Mark Carradine. In seguito l'improbabile alleanza tra lo svizzero e l'irlandese ha iniziato una faida con i WWE Raw Tag Team Champions del New Day, vecchie conoscenze sia di Cesaro che dello stesso Sheamus. Nella puntata di Raw del 17 ottobre Sheamus è stato sconfitto da Big E. Nella puntata di Raw del 24 ottobre Cesaro e Sheamus hanno sconfitto Big E e Kingston del New Day in un match non titolato. Il 30 ottobre a Hell in a Cell Cesaro e Sheamus hanno sconfitto Big E e Woods per squalifica ma il New Day ha comunque mantenuto i titoli. Nella puntata di Raw del 31 ottobre Cesaro e Sheamus hanno partecipato ad una battle royal per determinare l'ultimo membro del Team Raw per Survivor Series ma sono stati eliminati (rispettivamente Cesaro è stato eliminato da Braun Strowman mentre Sheamus è stato eliminato dallo stesso Cesaro). Successivamente, quella stessa sera, i due assieme al debuttante The Machine hanno sconfitto gli Shining Stars. Nella puntata di Raw del 14 novembre Cesaro e Sheamus vengono sconfitto dall'improbabile due formato da Roman Reigns e Kevin Owens, incassando la loro prima sconfitta come tag team. Il 20 novembre a Survivor Series Cesaro e Sheamus hanno preso parte al 10-on-10 Traditional Survivor Series Tag Team Elimination match come parte del Team Raw contro il Team SmackDown, risultando essere gli ultimi sopravvissuti del loro team dopo aver eliminato gli Usos. Nella puntata di Raw del 21 novembre Cesaro e Sheamus hanno affrontato Big E e Kofi Kingston del New Day per il WWE Raw Tag Team Championship ma, a causa della distrazione di Xavier Woods, sono stati sconfitti. Nella puntata di Raw del 5 dicembre Cesaro e Sheamus hanno affrontato Luke Gallows e Karl Anderson per determinare gli sfidanti al WWE Raw Tag Team Championship ma il match è terminato in doppia squalifica causa dell'intervento del New Day. Nella puntata di Raw del 12 dicembre Cesaro e Sheamus hanno affrontato Big E e Kofi Kingston del New Day e Luke Gallows e Karl Anderson in un Triple Threat Tag Team match per il WWE Raw Tag Team Championship ma sono stati sconfitti; Kingston ha schienato Anderson dopo che questi era stato colpito dal Brogue Kick di Sheamus, mentre Big E ha tenuto bloccato Cesaro. Il 14 dicembre, a Tribute to the Troops, Cesaro e Sheamus hanno vinto un Fatal 4-Way Tag Team match che includeva anche Luke Gallows e Karl Anderson, gli Shining Stars e Goldust e R-Truth, diventando gli sfidanti al WWE Raw Tag Team Championship del New Day. Il 18 dicembre a Roadblock: End of the Line Cesaro e Sheamus hanno sconfitto Big E e Kingston del New Day, vincendo il WWE Raw Tag Team Championship; si tratta del primo titolo di coppia in WWE per Sheamus e il secondo per Cesaro. Nella puntata di Raw del 26 dicembre Cesaro e Sheamus hanno difeso con successo i titoli contro Kofi Kingston e Xavier Woods del New Day.

### Raw(2017–2018)
Nella puntata di Raw del 9 gennaio 2017 Sheamus ha sconfitto Luke Gallows. Nella puntata di Raw del 16 gennaio Cesaro e Sheamus sono stati sconfitti da Karl Anderson e Luke Gallows per squalifica ma hanno comunque mantenuto i titoli; in realtà Gallows e Anderson erano riusciti a vincere l'incontro schienando Cesaro dopo la Magic Killer, con lo schienamento convalidato da un secondo arbitro, tuttavia il primo arbitro, che era stato colpito precedentemente da Sheamus, ha revocato il tutto assegnando così la vittoria a Gallows e Anderson ma per squalifica (e senza dunque il cambio di titolo). Il 29 gennaio, alla Royal Rumble, Cesaro e Sheamus hanno perso i titoli a favore di Luke Gallows e Karl Anderson dopo 42 giorni di regno; quella stessa sera Cesaro e Sheamus hanno partecipato al Royal Rumble match entrando col numero 16 ed eliminando l'intero New Day ma sono stati eliminati da Chris Jericho. Nella puntata di Raw del 30 gennaio Bayley, Cesaro e Sheamus hanno sconfitto Charlotte Flair, Karl Anderson e Luke Gallows. Nella puntata di Raw del 6 febbraio Cesaro e Sheamus sono stati sconfitti per squalifica da Karl Anderson e Luke Gallows a causa dell'intervento di Big Cass ai danni di Anderson, fallendo l'assalto ai titoli. Nella puntata di Raw del 20 febbraio Cesaro e Sheamus sono stati sconfitti da Enzo Amore e Big Cass, che sono diventati gli sfidanti al WWE Raw Tag Team Championship di Karl Anderson e Luke Gallows per Fastlane. Nella puntata di Raw del 13 marzo il match tra Cesaro e Sheamus ed Enzo e Cass per determinare gli sfidanti al WWE Raw Tag Team Championship di Luke Gallows e Karl Anderson per WrestleMania 33 è terminato in doppia squalifica a causa dell'intervento dei campioni ad entrambi i tag team. Nella puntata di Raw del 20 marzo Cesaro e Sheamus hanno sconfitto Enzo Amore, Big Cass, Luke Gallows e Karl Anderson in un 4-on-2 Handicap match dove, qualora i due avessero perso, avrebbero dovuto rinunciare al loro incontro titolato di WrestleMania 33 per il WWE Raw Tag Team Championship. Il 2 aprile, a WrestleMania 33, Cesaro e Sheamus hanno affrontato Gallows e Anderson, Enzo Amore e Big Cass e i rientranti Hardy Boyz in un Fatal 4-Way Ladder Match per il WWE Raw Tag Team Championship ma il match è stato vinto dai fratelli Hardy. Nella puntata di Raw del 3 aprile Cesaro e Sheamus hanno sconfitto Enzo Amore e Big Cass, diventando gli sfidanti al WWE Raw Tag Team Championship degli Hardy Boyz. Nella puntata di Raw del 10 aprile Cesaro, Sheamus e gli Hardy Boyz hanno sconfitto Luke Gallows, Karl Anderson e gli Shining Stars. Il 30 aprile, a Payback, Cesaro e Sheamus hanno affrontato gli Hardy Boyz per il WWE Raw Tag Team Championship ma sono stati sconfitti; nel post match, però, entrambi hanno effettuato un turn heel attaccando gli Hardyz. Nella puntata di Raw dell'8 maggio Cesaro e Sheamus hanno vinto un Tag Team Turmoil match per determinare gli sfidanti al WWE Raw Tag Team Championship degli Hardy Boyz eliminando tutti i precedenti tag team. Nella puntata di Raw del 15 maggio Sheamus è stato sconfitto da Jeff Hardy. Nella puntata di Raw del 29 maggio Cesaro, Sheamus e The Miz sono stati sconfitti dagli Hardy Boyz e dall'Intercontinental Champion Dean Ambrose. Il 4 giugno, ad Extreme Rules, Cesaro e Sheamus hanno sconfitto gli Hardy Boyz in uno Steel Cage match uscendo dalla gabbia, conquistando così il WWE Raw Tag Team Championship per la seconda volta. Nella puntata di Raw del 5 giugno Cesaro e Sheamus hanno sconfitto Heath Slater e Rhyno. Nella puntata di Raw del 12 giugno Cesaro e Sheamus hanno difeso con successo i titoli contro gli Hardy Boyz in un 2-out-of-3 Falls match, anche se esso è terminato in doppio count-out sul punteggio di 1-1. Nella puntata di Raw del 19 giugno Cesaro e Sheamus hanno sconfitto Apollo Crews e Titus O'Neil. Nella puntata di Raw del 26 giugno Cesaro, Sheamus e Elias Samson sono stati sconfitti dagli Hardy Boyz e Finn Bálor. Il 9 luglio, a Great Balls of Fire, Cesaro e Sheamus hanno difeso con successo i titoli contro gli Hardy Boyz in un 30-minute Iron Man match vinto per 4-3. Il 20 agosto, a SummerSlam, Cesaro e Sheamus hanno perso i titoli contro Dean Ambrose e Seth Rollins dopo 77 giorni di regno. Nella puntata di Raw del 4 settembre Cesaro e Sheamus hanno sconfitto Heath Slater e Rhyno. Nella puntata di Raw dell'11 settembre Cesaro, Sheamus, Luke Gallows e Karl Anderson sono stati sconfitti da Dean Ambrose, Seth Rollins e gli Hardy Boyz. Nella puntata di Raw del 18 settembre Cesaro e Sheamus hanno sconfitto i WWE Raw Tag Team Champions Dean Ambrose e Seth Rollins e Luke Gallows e Karl Anderson in un Triple Threat match non titolato. Il 24 settembre, a No Mercy, Cesaro e Sheamus hanno affrontato Dean Ambrose e Seth Rollins per il WWE Raw Tag Team Championship ma sono stati sconfitti, fallendo l'assalto ai titoli. Nella puntata di Raw del 16 ottobre Cesaro e Sheamus hanno affrontato nuovamente Dean Ambrose e Seth Rollins per il WWE Raw Tag Team Championship ma sono stati sconfitti. Il 22 ottobre, a TLC: Tables, Ladders & Chairs, Cesaro, Sheamus, Braun Strowman, Kane e The Miz sono stati sconfitti da Dean Ambrose, Seth Rollins e Kurt Angle in un 5-on-3 Handicap Tables, Ladders and Chairs match. Nella puntata di Raw del 23 ottobre Cesaro, Sheamus e The Miz sono stati sconfitti da Dean Ambrose, Seth Rollins e AJ Styles. Nella puntata di Raw del 6 novembre Cesaro e Sheamus hanno sconfitto Dean Ambrose e Seth Rollins conquistando così il WWE Raw Tag Team Championship per la terza volta. Nella puntata di Raw del 13 novembre Cesaro, Sheamus e The Miz sono stati sconfitti dallo Shield (Dean Ambrose, Roman Reigns e Seth Rollins). Il 19 novembre, a Survivor Series, Cesaro e Sheamus sono stati sconfitti dai WWE SmackDown Tag Team Champions, gli Usos. Nella puntata di Raw del 4 dicembre Cesaro e Sheamus hanno difeso con successo i titoli contro Dean Ambrose e Seth Rollins in un No Disqualification match grazie all'aiuto di Samoa Joe. Nella puntata di Raw del 18 dicembre Cesaro, Sheamus e Samoa Joe hanno sconfitto Dean Ambrose, Seth Rollins e Jason Jordan. Nella puntata di Raw del 25 dicembre Cesaro e Sheamus hanno perso i titoli contro Jason Jordan e Seth Rollins dopo 49 giorni di regno. Nella puntata di Raw dell'8 gennaio 2018 Cesaro e Sheamus sono stati sconfitti dal Titus Worldwide (Apollo Crews e Titus O'Neil). Nella puntata di Raw del 15 gennaio Cesaro e Sheamus sono stati sconfitti nuovamente dal Titus Worldwide a causa di una distrazione di Jason Jordan. Il 28 gennaio, alla Royal Rumble, Cesaro e Sheamus hanno sconfitto Jason Jordan e Seth Rollins conquistando per la quarta volta il WWE Raw Tag Team Championship. Quella stessa sera, inoltre, Sheamus e Cesaro hanno partecipato all'omonimo match entrando rispettivamente col numero 11 e 15 ma sono stati eliminati (sempre rispettivamente) da Seth Rollins e Heath Slater. Nella puntata di Raw del 29 gennaio Cesaro e Sheamus hanno difeso con successo i titoli contro il Titus Worldwide. Nella puntata di Raw del 5 febbraio Cesaro e Sheamus hanno difeso con successo i titoli contro Roman Reigns e Seth Rollins sconfiggendoli per squalifica grazie all'intervento involontario di Jason Jordan. Nella puntata di Raw del 19 febbraio Cesaro e Sheamus sono stati sconfitti dal Titus Worldwide in un match non titolato. Il 25 febbraio, ad Elimination Chamber, Cesaro e Sheamus hanno difeso con successo i titoli contro il Titus Worldwide. Nella puntata di Raw del 26 febbraio Cesaro e Sheamus hanno difeso con successo nuovamente i titoli contro il Titus Worldwide in un 2-out-of-3 Falls match per 2-0. Nella puntata di Raw del 26 febbraio Cesaro e Sheamus hanno difeso con successo nuovamente i titoli contro il Titus Worldwide in un 2-out-of-3 Falls match per 2-0. Nella puntata di Raw del 5 marzo Cesaro e Sheamus hanno sconfitto i Revival in un match non titolato. L'8 aprile, a WrestleMania 34, Cesaro e Sheamus hanno perso i titoli di coppia a favore di Braun Strowman e Nicholas (un bambino di dieci anni scelto fra il pubblico dallo stesso Strowman) dopo 70 giorni di regno. Nella puntata di Raw del 16 aprile Cesaro e Sheamus sono stati sconfitti dai Breezango.

### SmackDown(2018–2019)
Con lo Shake-up del 17 aprile Cesaro e Sheamus sono stati trasferiti nel roster di SmackDown. Il 27 aprile, a Greatest Royal Rumble, Cesaro e Sheamus hanno affrontato Bray Wyatt e Matt Hardy per il vacante WWE Raw Tag Team Championship ma sono stati sconfitti. Nella puntata di SmackDown del 15 maggio Cesaro e Sheamus sono stati sconfitti da Big E e Xavier Woods del New Day (in un match in cui i vincitori avrebbero deciso un membro del loro team per partecipare al Money in the Bank Ladder match). Nella puntata di SmackDown del 29 maggio Cesaro, Sheamus e The Miz sono stati sconfitti dal New Day (Big E, Kofi Kingston e Xavier Woods). Nella puntata di SmackDown del 31 luglio Cesaro e Sheamus sono tornati in azione sconfiggendo gli Usos nella semifinale di un torneo per determinare gli sfidanti al WWE SmackDown Tag Team Championship dei Bludgeon Brothers. Tuttavia, nella puntata di SmackDown del 7 agosto Cesaro e Sheamus sono stati sconfitti da Big E e Kofi Kingston del New Day nella finale del suddetto torneo. Il 6 ottobre, a Super Show-Down, Cesaro e Sheamus hanno affrontato Kofi Kingston e Xavier Woods del New Day per il WWE SmackDown Tag Team Championship ma sono stati sconfitti. Nella puntata di SmackDown 1000 del 16 ottobre Cesaro e Sheamus hanno sconfitto Big E e Xavier Woods del New Day (grazie all'aiuto di Big Show) conquistando così il WWE SmackDown Tag Team Championship per la prima volta. Il 2 novembre, a Crown Jewel, Cesaro e Sheamus hanno difeso con successo i titoli contro Big E e Kofi Kingston del New Day. Il 16 dicembre, a TLC: Tables, Ladders & Chairs, Cesaro e Sheamus hanno difeso con successo i titoli in un Triple Threat Tag Team match contro Kofi Kingston e Xavier Woods del New Day e gli Usos. Il 27 gennaio 2019, alla Royal Rumble, Cesaro e Sheamus hanno perso i titoli contro The Miz e Shane McMahon dopo 103 giorni di regno. Nella puntata di SmackDown del 19 febbraio Cesaro e Sheamus sono stati sconfitti dalla coppia formata dall'NXT Champion Tommaso Ciampa e l'NXT North American Champion Johnny Gargano. Nella puntata di SmackDown Cesaro e Sheamus sono stati sconfitti dai rientranti Hardy Boyz. Nella puntata di SmackDown del 5 marzo Cesaro e Sheamus sono stati sconfitti da Aleister Black e Ricochet. Il 10 marzo, a Fastlane, Cesaro e Sheamus hanno sconfitto il solo Kofi Kingston in un 2-on-1 Handicap match. Nella puntata di SmackDown del 12 marzo il match tra i The Bar, Rusev e Shinsuke Nakamura contro Aleister Black, Ricochet e gli Hardy Boyz è terminato in no-contest. Il 7 aprile, a WrestleMania 35, Cesaro e Sheamus hanno partecipato ad un Fatal 4-Way per lo SmackDown Tag Team Championship che comprendeva anche i campioni, gli Usos, Aleister Black e Ricochet e Rusev e Shinsuke Nakamura ma il match è stato vinto dagli stessi Usos.
Il 22 aprile il team si è sciolto dopo il passaggio di Cesaro a Raw.

## Nel wrestling

### Mosse finali
- Spinebuster lift (Cesaro) e Brogue Kick (Sheamus) - in combinazione
- White Noise (Sheamus) e Diving reverse DDT (Cesaro) - in combinazione

### Musiche d'ingresso
- Hellfire (con l'introduzione di Swiss Made) dei CFO$[7]

## Titoli e riconoscimenti
- WWE
  - WWE Raw Tag Team Championship (4)
  - WWE SmackDown Tag Team Championship (1)